# Hsziancseng
Hsziancseng (egyszerűsített kínai írással: 项城, pinjin: Xiàngchéng) város Kínában, Honan tartományban. Lakosainak száma 973 197 fő (2020).

## Népesség
| 2010 | 1 003 698 |
| 2020 | 973 197   |